# セレラ
セレラ社(Celera Corporation)は、遺伝子シークエンス及びその関連技術を専門的に扱う会社である。もともとアプレーラ社の一部門であったが、2008年7月に独立した株式会社となり、NASDAQにも上場したが（ティッカー：CRA）、2011年5月にクエスト・ダイアグノスティクス社の完全子会社になり、上場廃止となった。

## 歴史
1998年5月にアプレーラ社の前身のPE社によって、メリーランド州ロックビルに本部が置かれた（後にカリフォルニア州アラメダに本部が移転した）。初代社長は、ゲノム科学研究所(The Institute for Genomic Research：TIGR)のクレイグ・ヴェンターであった。TIGR在籍中、ヴェンターはハミルトン・スミスとともに、細菌のインフルエンザ菌を対象とした、史上初の生物の全ゲノム解読を成功させた。セレラ社は生体内作用の理解を加速するために生物の全ゲノム情報を集め、販売することを目的として設立された。株式はアプレーラ社及びApplied Biosystems社のトラッキング・ストックとされた。
セレラ社は、公的なヒトゲノム計画の約10分の1にあたるわずか3億ドルの費用でヒトゲノムを解読した。しかし、ヒトゲノムの大部分は、セレラ社が参入した時点で既に解読されており、セレラ社はGenBankから既存のデータを得るのに費用を一切負担していない。セレラ社がショットガン・シークエンシング法を用いたことによって、ヒトゲノム計画も戦略を変更し、取組がより加速された。
セレラ社が商業目的で、当初解読したゲノム配列のデータを隠していたことは、全体の科学の進歩を遅らせるものとして批判を招いた。これらの批判は、ヒトゲノム計画の採用するオープンアクセスポリシーを指摘するものだった。後に、セレラ社もポリシーを変更し、非商業目的の利用に関しては無料で配列を公開したが、研究者がダウンロードできる配列の量には上限を設けた。
ヒトゲノム計画に対する意欲的な挑戦者としてのセレラ社の浮沈はヴェンターを2年間に渡って追いかけたJames ShreeveによるThe Genome Warという著書にまとめられている。公的サイドからの見方については、ノーベル賞学者ジョン・サルストンのThe Common Thread: A Story of Science, Politics, Ethics and the Human Genomeという著書にまとめられている。人類学者Paul Rabinowも2005年の著書A Machine to Make a Futureでセレラ社について取り上げている。

## セレラ・ジェノミクスによって解読されたゲノム
真核生物
- キイロショウジョウバエ
- ヒト[2]
- ガンビエハマダラカ
- ハツカネズミ[3]

原核生物
- インフルエンザ菌